# Centroleptes flavus
Centroleptes flavus is een hooiwagen uit de familie Gonyleptidae.